# Сепаратизм в Индонезии
Сепаратизм в Индонезии — явление, вызванное стремлением ряда этнических групп, компактно проживающих на территории Индонезии, к образованию независимых национальных государств.

## Папуасский сепаратизм
Сепаратистское движение Ириан Джая (это название острова Новая Гвинея) создано в 1961 году. Это движение борется за независимость всего острова. Боевые действия велись в 1961-62 г.
Западная часть Новой Гвинеи, получившая новое имя Западный Ириан, постепенно перешла под управление индонезийского правительства и вопрос о присоединении территории к Индонезии должен был решаться путём проведения референдума. В 1963 была первая попытка провозглашения местным населением независимой Республики Западное Папуа, силой пресечённая индонезийскими властями.
Референдум проводился в 1969 г., но, вместо голосования всего населения, решение было принято 1025 специально выбранными делегатами. Западный Ириан стал частью Индонезии в августе 1969 г. Такое ограниченное голосование продемонстрировало очень реальные проблемы взаимоотношений с остальными 650000 жителей провинции. В результате эти проблемы привели к образованию Движения за свободное Папуа, которое утверждало, что в случае проведения полноценного референдума народ проголосовал бы за независимость от Индонезии. 1 июля 1971 движением была предпринята новая, также безуспешная, попытка провозглашения независимости Республики Западное Папуа. С тех пор эта организация ведет против правительства Индонезии повстанческую борьбу. В 1984 снова была провозглашена независимость территории под названием Республика Западная Меланезия, однако лидеры движения были арестованы. С 1973 центральные индонезийские власти в знак увековечивания владения территорией переименовали провинцию Западный Ириан в Ириан-Джая («Победный Ириан»).

## Ачехский сепаратизм

Флаг Движения за Свободный Ачех

В августе 2005 в Хельсинки подписано мирное соглашение (Меморандум о взаимопонимании) между властями страны и группировкой «Свободный Ачех», которое должно положить конец 30-летней гражданской войне в провинции Ачех (Северная Суматра), в ходе которой погибли около 15 тыс. человек (большинство из них — мирные жители).
Согласно документу, повстанцы полностью отказались от требования независимости провинции и прекратили вооружённую борьбу. Взамен Ачеху предоставлен статус «особой автономии», и правительство пообещало вывести войска из региона. Кроме того, правительство обязалось освободить всех повстанцев, находящихся в индонезийских тюрьмах, и предоставило местным властям больший контроль над природными ресурсами (природный газ, лес и кофе).
В середине сентября 2005 в соответствии с соглашением началось разоружение ачехских сепаратистов под контролем международных наблюдателей. Накануне индонезийское правительство вывело из Ачеха около полутора тысяч полицейских. По соглашению, до конца этого года Ачех должны покинуть все индонезийские полицейские и военные.

## Тиморский сепаратизм
Процесс деколонизации в португальском Тиморе начался в 1974 году, вслед за падением авторитарного режима в Португалии. 28 ноября 1975 года была оглашена декларация независимости Восточного Тимора. Однако, 9 дней спустя в страну вторглись части индонезийской армии, и Восточный Тимор был объявлен 27-й провинцией Индонезии. Вторжение и последующий геноцид проводились при поддержке США, которые поставляли оружие и тренировали эскадроны «Копассос». Австралия поддержала агрессию и препятствовала деятельности тиморского освободительного движения за границей.
В 1999 году под давлением ООН в Восточном Тиморе был проведён референдум по вопросу самоопределения. В результате 78,5 % населения высказались за независимость. Это привело к новой вспышке насилия, потребовавшей введения международного миротворческого контингента. 20 мая 2002 года бывшая португальская колония официально была объявлена независимым государством.

## Молуккский сепаратизм
25 апреля 1950 года на населённой христианами южной части Молуккских островов была провозглашена независимая Южно-Молуккская Республика (Малуку-Селатан, Южное Молукку). Однако попытка отделения была быстро пресечена индонезийской армией. Напряжённость между христианами и мусульманами сохранилась.
В период с 1998 года по 2000 год провинция Молукку снова стала ареной развёрнутого конфликта между христианским и мусульманским населением. Из региона бежало 80 тысяч человек.